# 俄勒冈绿
俄勒冈绿（缩写OG）是一类有机化合物，为荧光素的衍生物，由分子探针公司作为荧光染料研发，可根据最大激发波长分为俄勒冈绿488和俄勒冈绿514两类。

## 例子

俄勒冈绿488
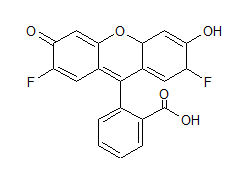
俄勒冈绿488
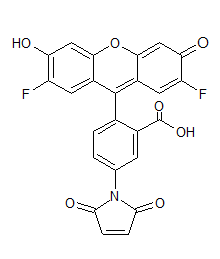
俄勒冈绿488马来酰亚胺
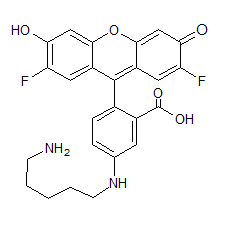
俄勒冈绿488戊二胺

俄勒冈绿514
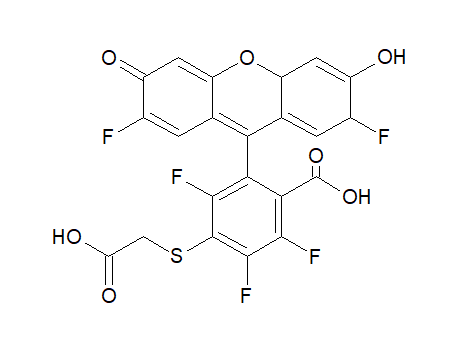
俄勒冈绿514